# Biblioteca Nacional de Camboya
La Biblioteca nacional de Camboya (en jémer: បណ្ណាល័យជាតិកម្ពុជា; francés: Bibliothèque Nationale du Cambodge) es la biblioteca nacional del reino de Camboya. Fue creada en 1924 y se encuentra ubicada en la capital Nom Pen. Funciona bajo la Dirección del Libro y la Lectura del Ministerio de Cultura y Bellas Artes de Camboya.

## Función y organización
La función de la Biblioteca Nacional es: 
- Recolectar, preservar y poner a disposición el patrimonio nacional escrito;
- Poner a disposición la  información y la documentación que sirva al estudio, la administración y la investigación en Camboya;
- Promover servicios bibliotecarios y apoyar el trabajo de otras bibliotecas;
- Coordinar el intercambio de recursos y préstamos entre diferentes tipos de bibliotecas en Camboya.[1]

Se compone de seis secciones: Administración, Sala de lectura, Patrimonio nacional, Manuscritos sobre hojas de palma, Catalogación y Restauración.

## Historia
La Biblioteca Nacional de Camboya fue establecida por la administración colonial francesa el 24 de diciembre de 1924 siendo parte de la Dirección de Archivos y Bibliotecas de Indochina. La colección se inició con solo 2879 libros, principalmente en francés. La Biblioteca fue utilizada principalmente por funcionarios y académicos franceses visitantes y el acceso estaba cerrado al público. La biblioteca estuvo dirigida por personal francés hasta 1951, cuando Pach Choon se convirtió en su director. Después de que Camboya se independizó en 1954, la publicación de libros camboyanos mostró un crecimiento constante, que se reflejó en el aumento significativo en el número de literatura en idioma jémer en el país y en la colección.
La Biblioteca Nacional de Camboya fue cerrada, el personal evacuado y casi completamente abandonada durante el régimen de los Jemeres rojos de abril de 1975 a enero de 1979. La mayoría de los libros y registros bibliográficos fueron destruidos, sobrevivió menos del 20 % de los materiales (alrededor de 65 000 libros). Durante este periodo las instalaciones fueron utilizadas para depósito de alimentos y utensilios de cocina y sus célebres jardines se usaron para criar cerdos y pollos.
En 1975 presentaba una colección considerable, gran parte de la cual se dispersó por la ciudad durante la agitación. Parte de la colección fue quemada, algunas obras fueron utilizadas para encender el fuego o armar cigarrillos.
Muchos de los manuscritos sobre hojas de palma (Shastra) estaban en riesgo. Se desconoce la proporción exacta de las obras destruidas, pero la pérdida del patrimonio nacional de Camboya fue insustituible.
De los treinta y seis miembros del personal en septiembre de 1973, solo dos regresaron después. Se desconoce qué sucedió con los otros treinta y cuatro empleados. Se puede suponer que algunos no sobrevivieron a la persecución sistemática de los intelectuales que fueron enviados al campo, incluidos aquellos que ocuparon posiciones aún más bajas en las bibliotecas.

## Reorganización de la colección
Después de la reorganización, la biblioteca volvió a abrir en enero de 1980. 
Durante 1980 fue restaurada por las autoridades de la República Popular de Kampuchea.
Para reconstruir su fondo documental los libros fueron donados de una variedad de fuentes. Tanto Vietnam como la URSS colaboraron en la publicación de libros en jémer. En 1980, recibió una colección de múltiples copias de libros de idiomas jemeres anteriores a 1975 del Instituto Budista.  
La capacitación para el personal de la Biblioteca fue proporcionada por rusos y vietnamitas, algunos miembros del personal viajaron a Vietnam.
A fines de la década de 1980, algunas agencias internacionales no gubernamentales comenzaron a proporcionar pequeñas cantidades de asistencia. 
La Universidad de Cornell financió un proyecto para microfilmar la rara colección de manuscritos escritos en hoja de palma de la Biblioteca y para mejorar la preservación de los originales.
Un proyecto asistido por el gobierno francés estableció un taller de conservación y encuadernación, y una sección especial para los materiales de la colección colonial francesa adquiridos antes de la independencia en 1954. La antigua ala oeste de la Biblioteca fue renovada para albergar una colección de unos 25 000 volúmenes, principalmente literatura francesa del siglo XIX y guías históricas sobre Camboya. La sección también incluye una valiosa colección de grabados coloniales. 
Camboya aún no ha aprobado una ley de derechos de autor, aunque ha habido varios borradores producidos por diferentes ministerios. Sin embargo, se alienta a las organizaciones y a los departamentos gubernamentales que publican materiales para que donen copias de sus publicaciones a la Biblioteca. Parte del material donado del extranjero ha mejorado la colección, pero la Biblioteca también ha recibido material que es totalmente irrelevante para sus necesidades. Cada año la Biblioteca Nacional de Australia proporciona libros por un valor de 1600 dólares, los libros son seleccionados por personal de la Biblioteca nacional de Camboya entre los títulos recientemente publicados en Australia. Esto ha permitido a la Biblioteca adquirir algunos libros nuevos, particularmente material sobre el sudeste asiático. El programa Libros para Asia de la Fundación Asia es el principal donante de nuevas publicaciones. Ambas fuentes son importantes porque, a diferencia de la mayoría de las donaciones de otras fuentes, el personal de la Biblioteca está involucrado en la selección de los materiales.
Todavía existe la necesidad de adquirir publicaciones perdidas o dañadas, y publicaciones sobre Camboya y la región del sudeste asiático que se han publicado en los años posteriores a 1975 debido a las colecciones incompletas de la Biblioteca. Además, diariamente se debe abordar cuestiones como la necesidad urgente de una revisión completa de su colección y el volumen de materiales donados pero que aún no se han agregado a las colecciones.
Actualmente, la constitución y desarrollo de las colecciones de la Biblioteca depende completamente de las donaciones.

## Servicios
Entre sus diferentes servicios especializados se pueden encontrar algunos tan importantes como la creación de la Bibliografía Nacional camboyana, desde 1993.
Es el Centro Nacional de ISBN del país, que otorga gratuitamente el registro de las nuevas publicaciones del país. El editor debe contribuir al menos con cinco ejemplares de su publicación a la Biblioteca Nacional. 
Además, la Biblioteca Nacional también es un lugar donde se realizan eventos importantes, como la Feria del Libro de Camboya.
En 2006, las colecciones de la Biblioteca Nacional de Camboya contenían un total de 50 000 obras en diferentes idiomas.

## Bibliotheca Khmerica
La Bibliotheca Khmerica es una colección digital de revistas, periódicos, manuscritos y libros antiguos en francés y jémer sobre la cultura camboyana e indochina, correspondientes al fondo patrimonial de la Biblioteca Nacional de Camboya, la Biblioteca del Museo nacional de Camboya y de las colecciones de las Ediciones del Mekong. Permite recuperar valiosos documentos (incluso cuando la colección está incompleta) y disponerlos para el público camboyano y extranjero en una forma universalmente accesible.
Es posible encontrar la versión digital de cerca de 70 000 páginas de documentos: publicaciones periódicas en francés y jémer (casi 3300 números diferentes, de los cuales 127 en el idioma jémer); aproximadamente unas 200 monografías sobre Camboya principalmente, pero también sobre Laos y Vietnam.